# Sragá Bar
Sragá Bar (héberül: שרגא בר; 1948. március 24. –)  izraeli válogatott labdarúgó.

## Pályafutása

### Klubcsapatban
1964 és 1978 között a Makkabi Netánjá játékosa volt. 1978-ban a Hapóél Ramat Gan csapatához került, ahol egy szezont játszott.

### A válogatottban
1968 és 1972 között 34 alkalommal szerepelt az izraeli válogatottban és 1 gólt szerzett. Részt vett az 1968. évi nyári olimpiai játékokon és az 1970-es világbajnokságon.

## Sikerei, díjai
Makkabi Netánjá
- Izraeli bajnok (3): 1970–71, 1973–74, 1977–78
- Izraeli kupa (1): 1977–78

## Külső hivatkozások
- Sragá Bar – a FIFA adatbázisában
- Sragá Bar adatlapja a National-Football-Teams.com oldalon (angolul)